# Saint-Hilaire-de-la-Noaille
Saint-Hilaire-de-la-Noaille (gaskognisch: Sent Ilari de la Noalha) ist eine Gemeinde mit 380 Einwohnern (Stand: 1. Januar 2022) im französischen Département Gironde. Sie gehört zum Kanton Le Réolais et Les Bastides im Arrondissement Langon. Die Einwohner werden Saint-Hilairois genannt.

## Geografie
Saint-Hilaire-de-la-Noaille liegt etwa 52 Kilometer südöstlich von Bordeaux. Umgeben wird Saint-Hilaire-de-la-Noaille von den Nachbargemeinden Loubens im Norden und Nordwesten, Roquebrune im Norden und Nordosten, Saint-Sulpice-de-Guilleragues im Osten und Nordosten, Fossès-et-Baleyssac im Osten, Mongauzy im Südosten, Montagoudin im Süden, La Réole im Südwesten sowie Saint-Sève im Westen.
Die Gemeinde liegt an der Via Lemovicensis, einem der vier historischen „Wege der Jakobspilger in Frankreich“.

## Bevölkerungsentwicklung
| Jahr                       | 1962 | 1968 | 1975 | 1982 | 1990 | 1999 | 2006 | 2017 |
| -------------------------- | ---- | ---- | ---- | ---- | ---- | ---- | ---- | ---- |
| Einwohner                  | 356  | 315  | 347  | 361  | 395  | 367  | 359  | 381  |
| Quellen: Cassini und INSEE |      |      |      |      |      |      |      |      |

## Sehenswürdigkeiten
- Kirche Saint-Hilaire aus dem 12. Jahrhundert, Monument historique
- Schloss Saint-Hilaire

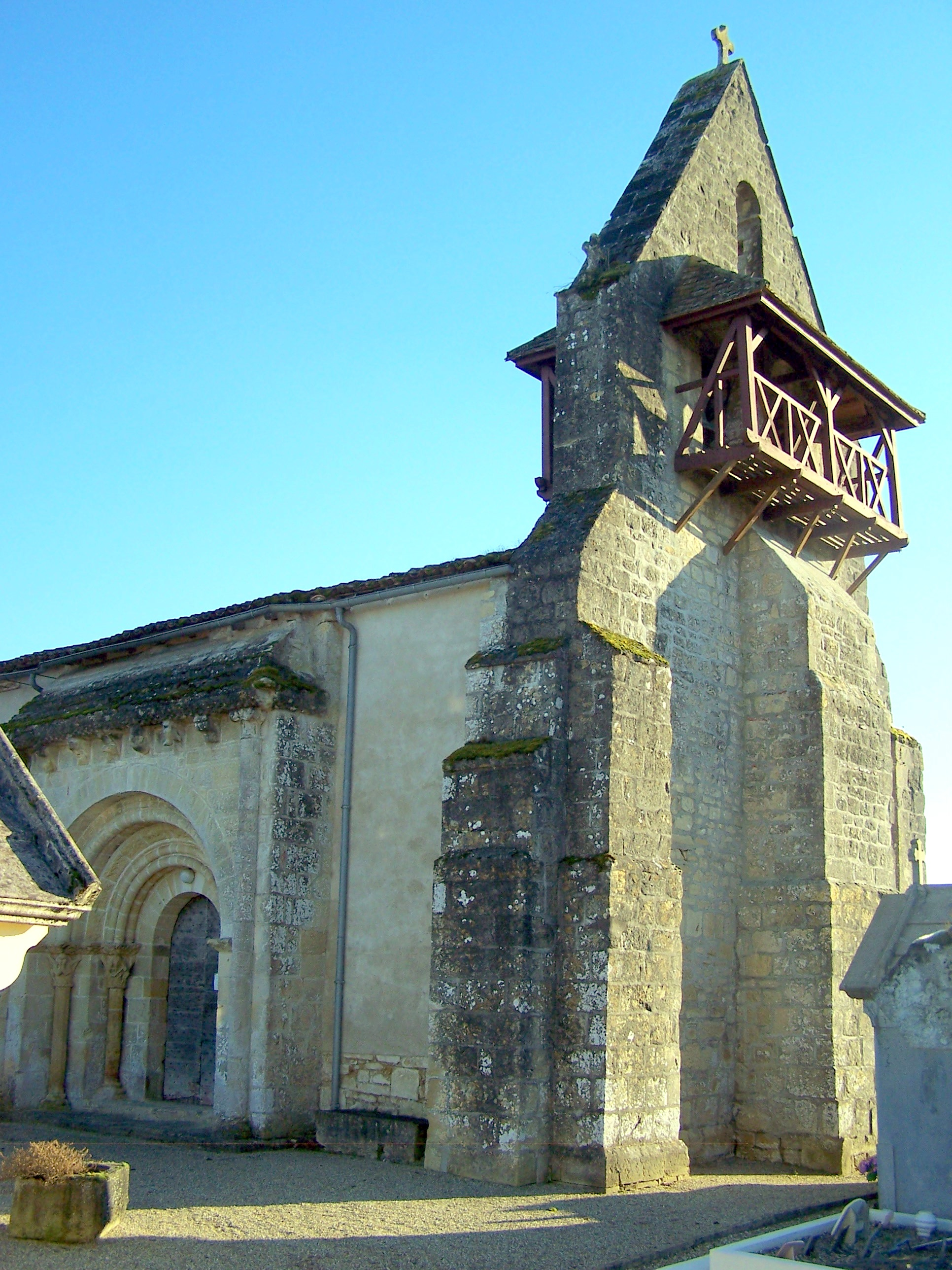
Kirche Saint-Hilaire
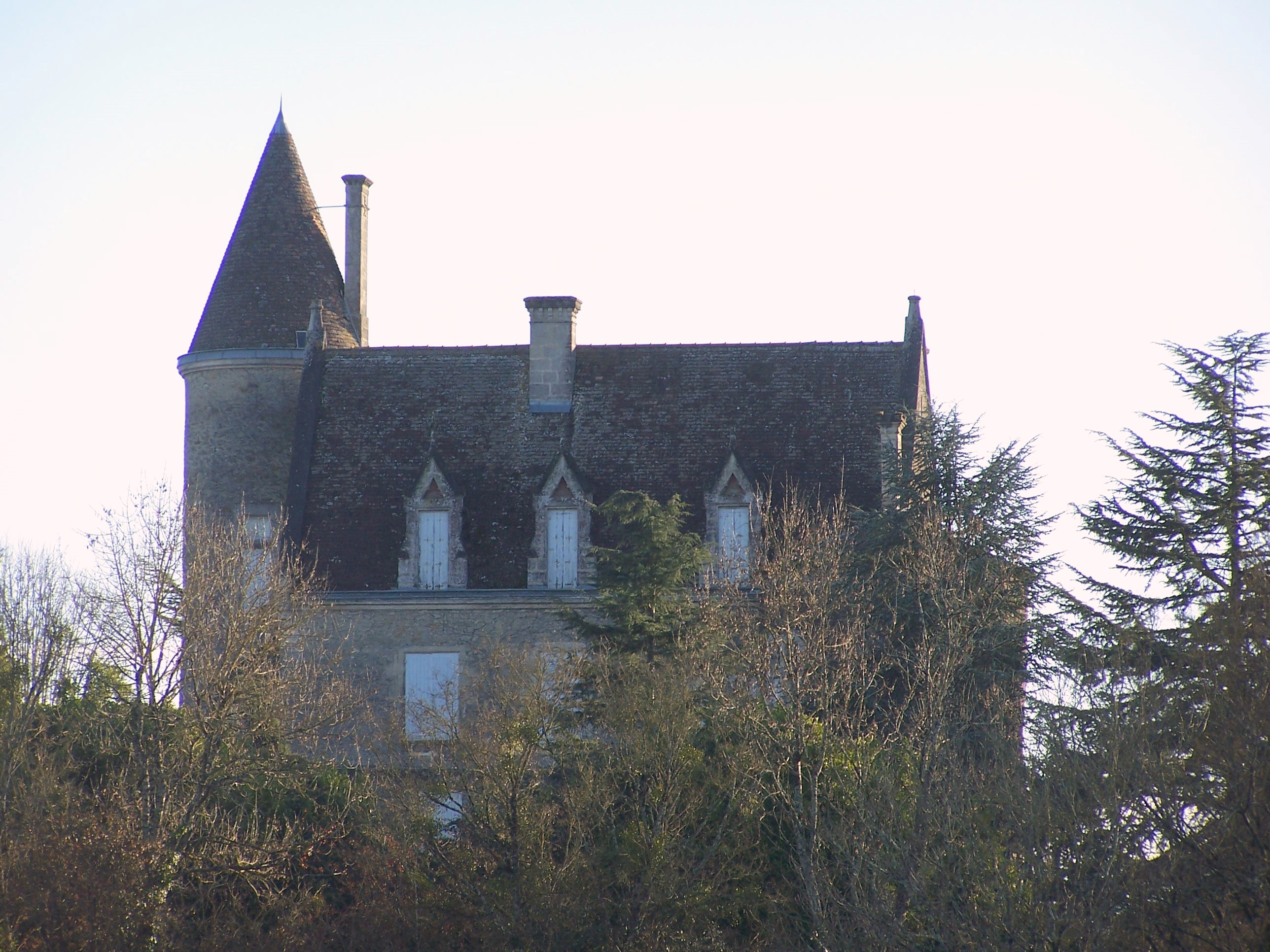
Schloss Saint-Hilaire